# Scuticaria (roślina)
Scuticaria – rodzaj roślin z rodziny storczykowatych (Orchidaceae). Obejmuje 12 gatunków występujących w Ameryce Południowej w takich krajach jak: Brazylia, Kolumbia, Ekwador, Gujana Francuska, Gujana, Surinam, Wenezuela.

## Systematyka
Rodzaj sklasyfikowany do podplemienia Maxillariinae w plemieniu Cymbidieae, podrodzina epidendronowe (Epidendroideae), rodzina storczykowate (Orchidaceae), rząd szparagowce (Asparagales) w obrębie roślin jednoliściennych.
Wykaz gatunków
- Scuticaria bahiensis K.L.Davies & Stpiczynska
- Scuticaria bueraremensis Marçal & Chiron
- Scuticaria guainiana Szlach. & Kolan.
- Scuticaria hadwenii (Lindl.) Planch.
- Scuticaria irwiniana Pabst
- Scuticaria itirapinensis Pabst
- Scuticaria kautskyi Pabst
- Scuticaria novaesii F.Barros & Cath.
- Scuticaria peruviana D.E.Benn. & Christenson
- Scuticaria salesiana Dressler
- Scuticaria steelei (Hook.) Lindl.
- Scuticaria strictifolia Hoehne